# Introjection (philosophie)
Pour l’article homonyme, voir Introjection (psychanalyse).
En philosophie, la notion d'introjection, forgée par le psychologue et philosophe allemand Richard Avenarius, désigne l'opération mentale par laquelle nous nous représentons la conscience de chaque individu comme intérieure à son organisme, et le monde effectif qui l'environne comme extérieur à sa conscience. 

## L'introjection selon Avenarius
Pour Richard Avenarius, l'introjection est un processus naturel chez l'homme qui nous conduit à l'illusion métaphysique d'une réalité existant au-delà de la perception que nous en avons. 
Avenarius décrit les étapes de l'introjection de la façon suivante. Nous commençons par introduire dans la représentation de nos semblables les sensations et perceptions des choses dont nous-mêmes faisons l'expérience. À partir de là, nous en inférons l'idée que le monde que nous percevons se distingue de la perception interne qu'en a notre semblable, de sorte qu'il semble exister pour nous deux niveaux de réalité :
1. le monde effectif dont je fais l'expérience, « monde extérieur » fait de « choses »
2. un reflet de ce monde en mon semblable, « monde intérieur » fait de perceptions.

Par la suite, nous faisons à notre égard la même opération, distinguant ainsi la réalité du monde, située à l'extérieur de notre esprit, et sa manifestation phénoménale en nous. De là naîtrait un subjectivisme que toutes les théories de la connaissance s'efforceraient vainement de surmonter.